# Cabaletta
Cabaletta (wł. cobola, cobla – kuplet) – pierwotnie aria operowa z prostym, ożywionym rytmem; później – krótka, szybka, finalna część arii operowej, wprowadzana zwykle pod koniec aktu.
Przykładem wczesnego typu cabaletty jest aria Le belle immagini z opery Glucka Parys i Helena (1770). W XIX-wiecznej operze włoskiej cabaletta oznacza albo krótką arię w szybkim tempie z powtórkami (arie Rossiniego, Belliniego), albo ozdobne zakończenie arii – końcowa stretta (np. Sempre libera z Traviaty Verdiego). W operze The Rake's Progress (1951) I. Strawińskiego cabaletta Anny (I go, I go to him; druga część Quietly, night) ma starszą formę krótkiej arii, utrzymanej w szybkim, stałym tempie.